# Zone d'exclusion nucléaire
Pour un article plus général, voir Retombée radioactive.

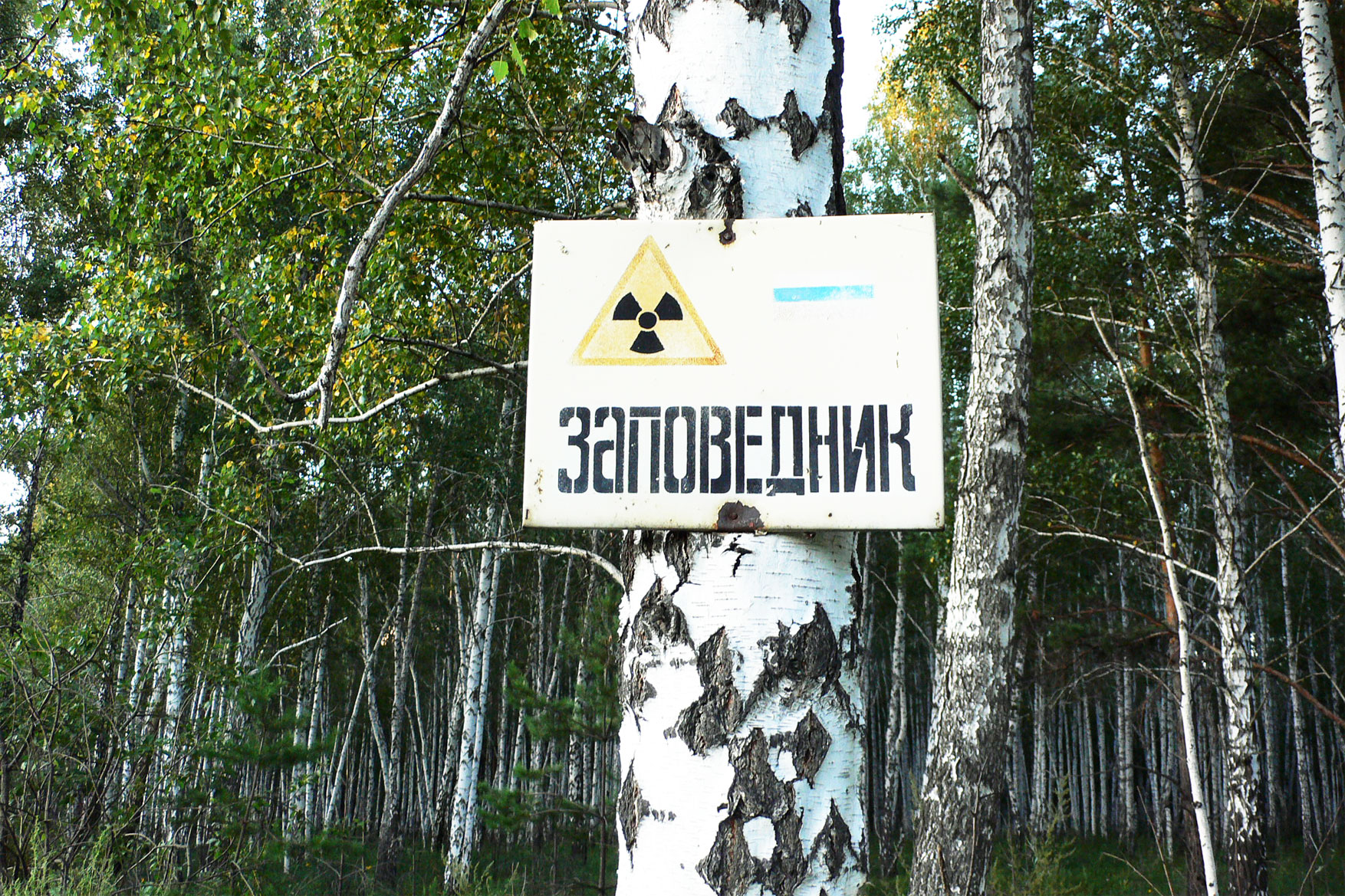
Panneau indiquant l'entrée de la Réserve naturelle de l'Oural oriental, une zone d'exclusion nucléaire créée après la catastrophe nucléaire de Kychtym en 1957.

Une zone d'exclusion nucléaire est un territoire évacué à la suite d'un accident nucléaire à cause du caractère dangereux de la pollution radioactive.

## Niveau de radioactivité et niveau de danger

### Irradiation externe et seuil
Une contamination au sol de 1 MBq/m2 en césium 137 (un million de becquerels par mètre carré) entraîne un débit de dose de l'ordre de la dizaine de mSv par an (1,5 à 4 µSv/h) pour une personne qui y serait exposée en permanence. Une contamination de 15 curies par kilomètre carré (Ci/km2) en césium 137 (soit 555 kBq/m2) occasionne une dose externe d’environ 4 mSv/an, auxquels il faut ajouter la part de contamination interne provenant des produits utilisés dans la chaîne alimentaire, doublant en moyenne cette valeur.
Le seuil de référence édicté par l’Union Européenne en dessous duquel une exposition à des rayonnements est en pratique négligeable du point de vue de la protection contre les rayonnements et n'impose pas de déclaration est de 1 μSv/h. Ce seuil est du même ordre de grandeur que la dose annuelle limite au-delà de laquelle il est réglementairement interdit d'exposer le public.
Ce seuil (pour lequel une surveillance de radioprotection devient justifiée) est lui-même très inférieur au débit de dose à partir duquel un effet nocif sur la santé peut être mis en évidence, qui est de cent à mille fois plus élevé.

### Débit de dose
Un débit de dose « non négligeable » n'est donc pas nécessairement dangereux pour autant. Le becquerel mesure en effet la désintégration d'un atome unique chaque seconde, une radioactivité mesurable peut être le fait de traces chimiques à peine détectables par ailleurs. À titre de comparaison, la radioactivité naturelle d'un corps humain (due principalement au potassium 40 contenu dans les os) est de l'ordre de 8 000 becquerels pour une surface de peau de l'ordre de 2 m2.
Face à une zone présentant une forte contamination au sol, l'autorité administrative se trouve donc très souvent dans la situation de devoir interdire l'accès de la zone au public, parce que le débit de dose radioactive dépasse la limite légale fixée pour l'exposition du public (de l'ordre du µSv/h), alors même que ce débit de dose reste très en dessous des valeurs qui seraient potentiellement dangereuses pour un résident permanent (de l'ordre de quelques centaines de µSv/h), et encore plus inférieures aux débits de dose pour lesquels même un séjour de l'ordre de quelques heures peut commencer à présenter un risque stochastique statistiquement observable (de l'ordre de 10 à 100 mSv/h).

## Tchernobyl (Ukraine)
- Zone fermée/confisquée (Supérieure à 40 curies par kilomètre carré (Ci/km2) de césium 137)
- Zone de contrôle permanent (15 à 40 Ci/km2 de césium 137)
- Zone de contrôle périodique (5 à 15 Ci/km2 de césium 137)
- Zone faiblement contaminée (1 à 5 Ci/km2 de césium 137)

Carte indiquant l'état de la contamination au césium 137 en 1996 sur la Biélorussie, la Russie et l'Ukraine:
Zone fermée/confisquée (Supérieure à 40 curies par kilomètre carré (Ci/km) de césium 137)
Zone de contrôle permanent (15 à 40 Ci/km de césium 137)
Zone de contrôle périodique (5 à 15 Ci/km de césium 137)
Zone faiblement contaminée (1 à 5 Ci/km de césium 137)

À la suite de la catastrophe nucléaire de Tchernobyl en 1986, une zone d'exclusion de 30 km est mise en place autour de la centrale, à cheval entre les territoires ukrainien et biélorusse.
Prypiat, tout comme les villages proches de Novochepelytchi, Kotcharivka et Kopatchi, sont évacuées en urgence et restent encore aujourd'hui délaissés de quasiment toute activité humaine. Ces zones ne seront pas habitables avant plusieurs siècles.
Pripiat est aujourd'hui une ville abandonnée et reste un témoignage de la fin de l'ère soviétique. À ce titre la ville est souvent comparée à Pompéi.

## Fukushima (Japon)

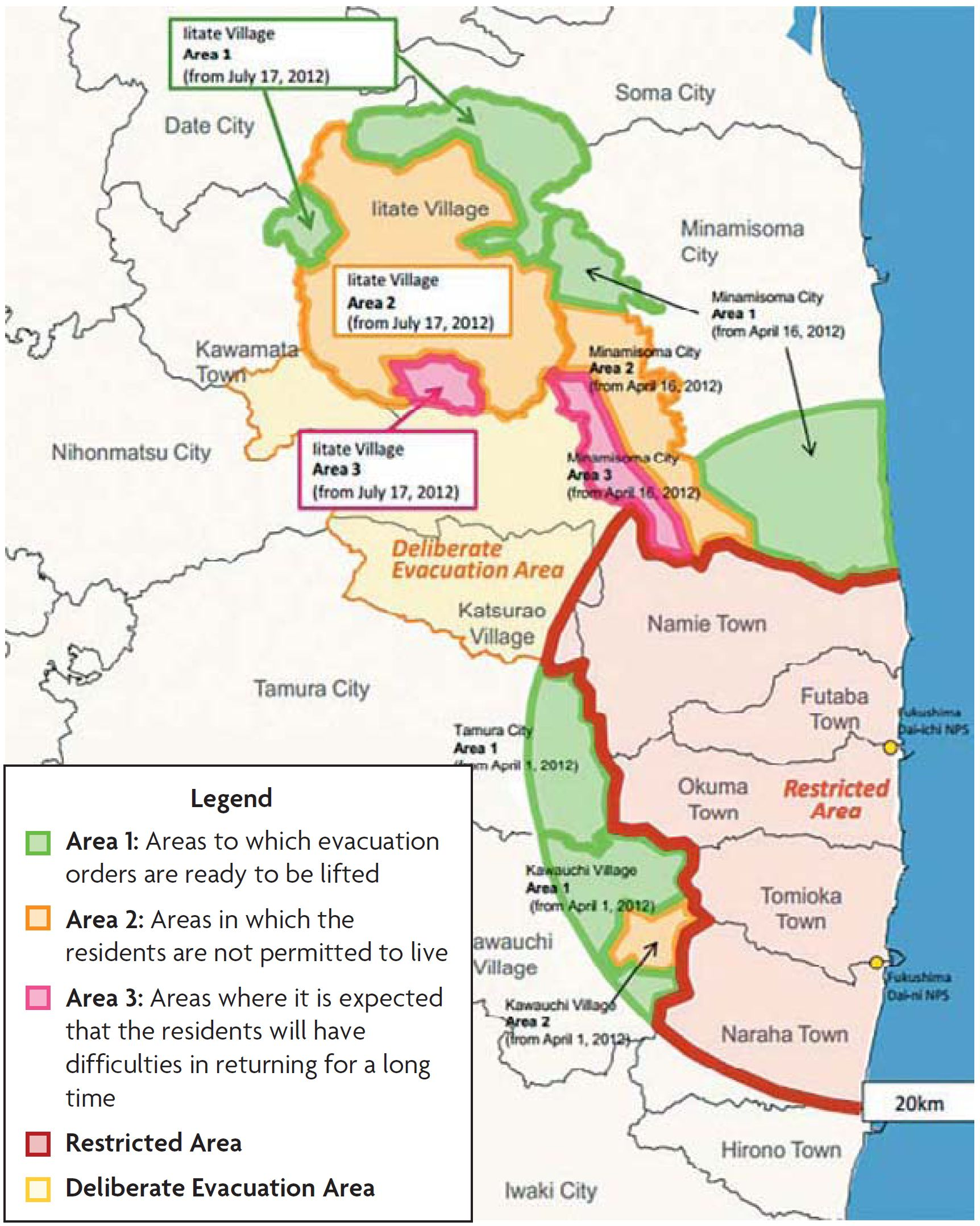
Fukushima : la zone d'exclusion nucléaire est indiquée en rouge (17 juillet 2012).

À la suite de l'accident nucléaire de Fukushima, survenu le 11 mars 2011 au Japon, une zone d'évacuation est délimitée, fixée à 2 km initialement, elle est portée à 20 km autour de la centrale, dès le 12 mars. Le 11 avril, elle est complétée par une zone d'évacuation volontaire et de préparation à l'évacuation entre 20 et 30 km. Dès fin septembre 2011, les restrictions d'accès sont progressivement levées sur les zones les moins contaminées, pour ne conserver que les communes situées sous le vent de la centrale.
Début 2018, la superficie restant soumise à l'ordre d'évacuation est de 370 km2, contre 1 150 km2 en 2013. En janvier 2018, il reste environ 75 000 personnes évacuées, dont 20 000 dans des logements temporaires, et environ 54 000 personnes en janvier 2019, dont 5 000 dans des logements temporaires.